# Никодим

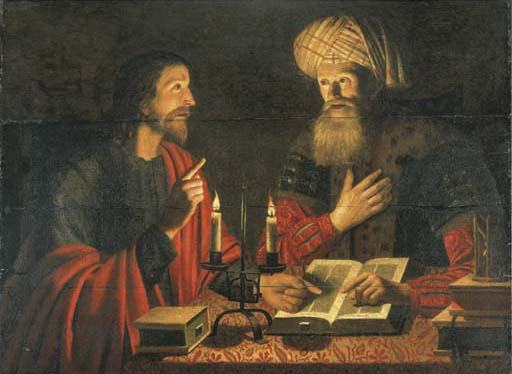
«Ночной разговор Иисуса и Никодима». Картина Крейна Хендрикса

Об имени Никодим — см. Никодим (имя).
Никодим (ивр. ניקודמוס‎, греч. Νικόδημος — «побеждающий народ») — упоминаемый в Евангелии от Иоанна фарисей, член синедриона, тайный ученик Иисуса Христа.
Никодим почитается Православной церковью в лике праведных, память совершается в Неделю жен-мироносиц и 2 (15) августа — обретение мощей. В Католической церкви ранее память Никодима совершалась 3 августа, в настоящее время его память совершается 31 августа совместно с Иосифом Аримафейским.

## Евангельское повествование

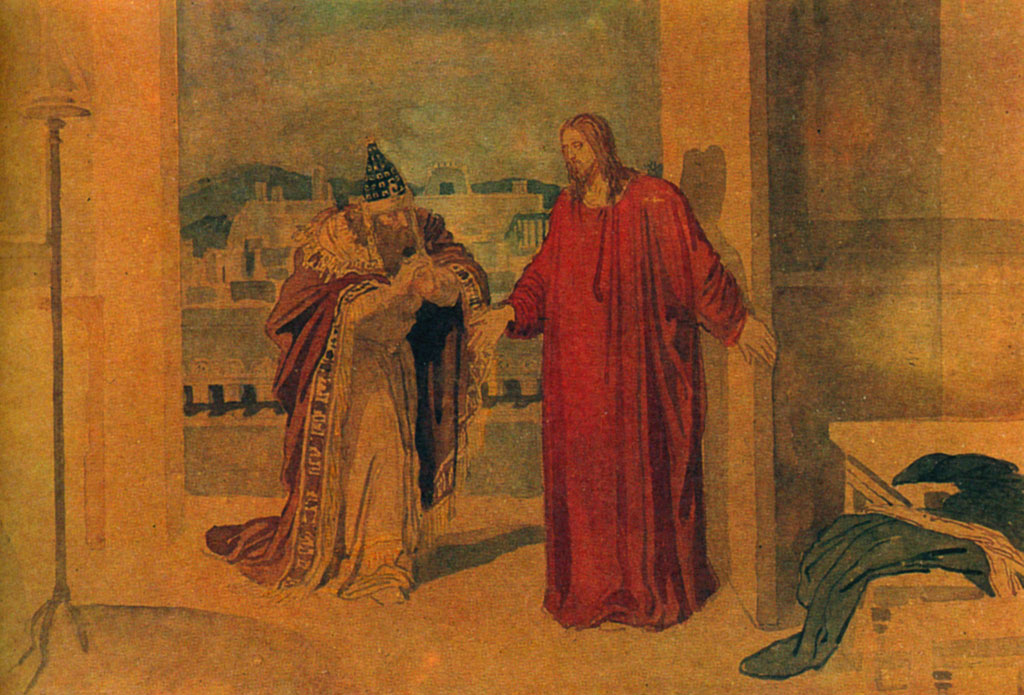
«Христос и Никодим».
Акварель Александра Иванова, 1850-е годы

Никодим трижды упоминается в Евангелии от Иоанна:
- в 3-й главе описывается его тайный визит ночью к Иисусу, во время которого Христос рассказывает о необходимости рождения свыше:

Он пришел к Иисусу ночью и сказал Ему: Равви! мы знаем, что Ты учитель, пришедший от Бога; ибо таких чудес, какие Ты творишь, никто не может творить, если не будет с ним Бог. 
Иисус сказал ему в ответ: истинно, истинно говорю тебе, если кто не родится свыше, не может увидеть Царствия Божия… истинно, истинно говорю тебе, если кто не родится от воды и Духа, не может войти в Царствие Божие. Рожденное от плоти есть плоть, а рожденное от Духа есть дух. Не удивляйся тому, что Я сказал тебе: должно вам родиться свыше… Истинно, истинно говорю тебе: мы говорим о том, что знаем, и свидетельствуем о том, что видели, а вы свидетельства Нашего не принимаете. Если Я сказал вам о земном, и вы не верите, - как поверите, если буду говорить вам о небесном? Никто не восходил на небо, как только сшедший с небес Сын Человеческий, сущий на небесах. И как Моисей вознес змию в пустыне, так должно вознесену быть Сыну Человеческому, дабы всякий, верующий в Него, не погиб, но имел жизнь вечную. Ибо так возлюбил Бог мир, что отдал Сына Своего Единородного, дабы всякий верующий в Него, не погиб, но имел жизнь вечную. Ибо не послал Бог Сына Своего в мир, чтобы судить мир, но чтобы мир спасен был чрез Него. Верующий в Него не судится, а неверующий уже осужден, потому что не уверовал во имя Единородного Сына Божия.
— Ин. 3:2-18

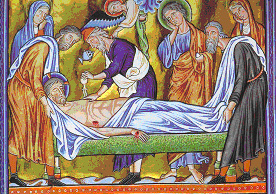
«Никодим умащивает тело Христа миром перед погребением»
(миниатюра из Ингеборгской псалтыри)

- в 7-й главе Никодим выступает на собрании фарисеев, обсуждавшем возможность ареста Иисуса во время праздника Кущей:

Никодим, приходивший к Нему ночью, будучи один из них, говорит им: судит ли закон наш человека, если прежде не выслушают его и не узнают, что он делает? На это сказали ему: и ты не из Галилеи ли? рассмотри и увидишь, что из Галилеи не приходит пророк. И разошлись все по домам.
— Ин. 7:50-53
- в 19-й главе Никодим упоминается как участник погребения Христа. Согласно Иоанну, он «принес состав из смирны и алоя, литр около ста» чтобы умастить тело Иисуса (Ин. 19:39).

## Священное Предание
Никодим без указания номера упоминается святителем Димитрием Ростовским в списке апостолов от семидесяти, о нём сообщается, что он принял крещение и был изгнан из Иудеи. После смерти был похоронен Гамалиилом рядом с первомучеником Стефаном. Его мощи были обретены в 415 году.

## Евангелие от Никодима
В прологе к «Деяниям Пилата», входящим в состав апокрифа «Евангелия от Никодима», указывается, что этот текст записал Никодим и передал иудеям. Вторая часть «Евангелия от Никодима» называется «Сошествие во ад». Напечатано в греческой и латинской редакциях.
Время создания «Евангелия от Никодима» точно неизвестно, предположительно датируется IV—V веками, хотя некоторые элементы относятся к апостольским временам.
В апокрифе Никодим говорил Пилату, что Иисуса Христа надо отпустить, так как он недостоин смерти. После того как некие священник и левит сообщили о вознесении Иисуса Христа, Никодим предложил синедриону послать во все пределы Израиля и посмотреть, был ли Христос вознесён духом на одну из гор. Иудеи так и сделали, но не нашли Иисуса. Никодим принял в свой дом также Иосифа Аримафейского, сделал большой пир и позвал Анну и Каиафу, священников и левитов.

## В изобразительном искусстве

«Снятие с креста». Картина Рогира ван дер Вейдена. Никодим — мужчина в золотом парчовом одеянии, придерживающий голени Иисуса

Иконография Никодима не очень распространена и включает следующие сюжеты:
- Ночной разговор Иисуса и Никодима
- Никодим вступается за Иисуса перед фарисеями
- и эпизоды Страстей Христовых:
  - Снятие с креста
  - Оплакивание Христа
  - Погребение Христа